# Ministerio de Economía, Finanzas e Industria de Francia
El Ministerio de Economía, Finanzas y Soberanía Industrial y Digital de Francia (en francés: Ministère de l'Économie, des Finances et de la Souveraineté industrielle et numérique) es uno de los cargos ministeriales más prominentes del gabinete de Francia después del primer ministro.
El título exacto del ministerio ha variado a lo largo del tiempo; no siempre ha incluido economía o industria, pero siempre ha incluido el título de finanzas.
Los Ministros de Finanzas supervisan:
- la preparación de la ley de presupuesto, que es sometido al Parlamento para su enmienda y aprobación final;
- el sistema de impuestos;
- la contabilidad del Estado y de todos los cuerpos públicos (comptabilité publique).

## Inspectores Generales de Finanzas: 1661-1791
| Inspector General                                                                                   | Inicio                   | Término                  |
| Nicolas Fouquet                                                                                     | 1653                     | 1661                     |
| Jean-Baptiste Colbert                                                                               | 1661                     | 1683                     |
| Michel Chamillart                                                                                   | 5 de septiembre de 1699  | 20 de febrero de 1708    |
| Nicolas Desmarets                                                                                   | 20 de febrero de 1708    | 15 de septiembre de 1715 |
| Adrien Maurice, duque de Noailles (Presidente del consejo de Financias)                             | 1 de octubre de 1715     | 28 de enero de 1718      |
| Henri Jacques Nompar de Caumont, duc de La Force (Presidente del consejo de Financias)              | 28 de enero de 1718      | 5 de enero de 1720       |
| John Law                                                                                            | 5 de enero de 1720       | 28 de mayo de 1720       |
| Michel Robert Le Peletier des Forts (Comisionado de Finanzas)                                       | 28 de mayo de 1720       | 11 de diciembre de 1720  |
| Félix Le Pelletier de La Houssaye                                                                   | 11 de diciembre de 1720  | 21 de abril de 1722      |
| Charles Gaspard Dodun                                                                               | 21 de abril de 1722      | 14 de junio de 1726      |
| Michel Robert Le Peletier des Forts                                                                 | 14 de junio de 1726      | 19 de marzo de 1730      |
| Philibert Orry                                                                                      | 19 de marzo de 1730      | 5 de diciembre de 1745   |
| Jean-Baptiste de Machault d'Arnouville                                                              | 6 de diciembre de 1745   | 30 de julio de 1754      |
| Jean Moreau de Séchelles                                                                            | 30 de julio de 1754      | 24 de abril de 1756      |
| François Marie Peyrenc de Moras                                                                     | 24 de abril de 1756      | 25 de agosto de 1757     |
| Jean de Boullonges                                                                                  | 25 de agosto de 1757     | 4 de marzo de 1759       |
| Étienne de Silhouette                                                                               | 4 de marzo de 1759       | 21 de noviembre de 1759  |
| Henri Léonard Jean Baptiste Bertin                                                                  | 23 de noviembre de 1759  | 14 de diciembre de 1763  |
| Clément Charles François de Laverdy                                                                 | 14 de diciembre de 1763  | 20 de septiembre de 1768 |
| Étienne de mayonon d'Invault                                                                        | 22 de septiembre de 1768 | 19 de diciembre de 1769  |
| Joseph Marie Terray                                                                                 | 22 de diciembre de 1769  | 24 de agosto de 1774     |
| Anne Robert Jacques Turgot, Baron de Laune                                                          | 24 de agosto de 1774     | 12 de mayo de 1776       |
| Jean Étienne Bernard Ogier de Clugny                                                                | 21 de mayo de 1776       | 18 de octubre de 1776    |
| Louis-Gabriel Taboureau des Réaux                                                                   | 21 de octubre de 1776    | 29 de junio de 1777      |
| Jacques Necker (Director-General of Finances)                                                       | 29 de junio de 1777      | 19 de mayo de 1781       |
| Jean-François Joly de Fleury                                                                        | 21 de mayo de 1781       | 29 de marzo de 1783      |
| Henri François de Paule Lefèvre d'Ormesson                                                          | 29 de marzo de 1783      | 1 de noviembre de 1783   |
| Charles Alexandre de Calonne                                                                        | 3 de noviembre de 1783   | 9 de abril de 1787       |
| Michel Bouvard de Fourqueux                                                                         | 10 de abril de 1787      | 1 de mayo de 1787        |
| Étienne Charles de Loménie de Brienne (Presidente del Consejo Real de Finanzas)                     | 1 de mayo de 1787        | 25 de agosto de 1788     |
| Jacques Necker (Director-General de Finanzas)                                                       | 26 de agosto de 1788     | 13 de julio de 1789      |
| Louis Auguste Le Tonnelier de Breteuil, baron de Breteuil (Presidente del Consejo Real de Finanzas) | 13 de julio de 1789      | 16 de julio de 1789      |
| Jacques Necker (Director-General de Finanzas)                                                       | 16 de julio de 1789      | 4 de septiembre de 1790  |
| Charles Claude Guillaume Lambert                                                                    | 4 de septiembre de 1790  | 4 de diciembre de 1790   |
| Claude Antoine Valdec de Lessart                                                                    | 4 de diciembre de 1790   | 27 de abril de 1791      |

## Ministros de Finanzas: 1791-1944
| Ministro                                          | Inicio                   | Término                  |
| Claude Antoine Valdec de Lessart                  | 27 de abril de 1791      | 29 de mayo de 1791       |
| Louis Hardouin Tarbé                              | 29 de mayo de 1791       | 24 de marzo de 1792      |
| Étienne Clavière                                  | 24 de marzo de 1792      | 13 de junio de 1792      |
| Antoine Duranthon                                 | 13 de junio de 1792      | 18 de junio de 1792      |
| Jules Émile François Hervé de Beaulieu            | 18 de junio de 1792      | 29 de julio de 1792      |
| Joseph Delaville-Leroulx                          | 29 de julio de 1792      | 10 de agosto de 1792     |
| Étienne Clavière                                  | 10 de agosto de 1792     | 13 de junio de 1793      |
| Louis Grégoire Des Champs des Tournelles          | 13 de junio de 1793      | 20 de abril de 1794      |
| none                                              | 20 de abril de 1794      | 8 de noviembre de 1795   |
| Guillaume-Charles Faipoult                        | 8 de noviembre de 1795   | 14 de febrero de 1796    |
| Jacques Ramel de Nogaret                          | 14 de febrero de 1796    | 20 de julio de 1799      |
| Robert Lindet                                     | 20 de julio de 1799      | 10 de noviembre de 1799  |
| Martin Michel Charles Gaudin, duc de Gaète        | 10 de noviembre de 1799  | 1 de abril de 1814       |
| Joseph Dominique, baron Louis                     | 3 de abril de 1814       | 20 de marzo de 1815      |
| Martin Michel Charles Gaudin, duc de Gaète        | 20 de marzo de 1815      | 7 de julio de 1815       |
| Joseph Dominique, baron Louis                     | 9 de julio de 1815       | 26 de septiembre de 1815 |
| Louis Emmanuel, comte Corvetto                    | 26 de septiembre de 1815 | 7 de diciembre de 1818   |
| Antoine Roy                                       | 7 de diciembre de 1818   | 29 de diciembre de 1818  |
| Joseph Dominique, baron Louis                     | 29 de diciembre de 1818  | 19 de noviembre de 1819  |
| Antoine Roy                                       | 19 de noviembre de 1819  | 14 de diciembre de 1821  |
| Jean-Baptiste Guillaume Joseph, comte de Villèle  | 14 de diciembre de 1821  | 4 de enero de 1828       |
| Antoine, comte Roy                                | 4 de enero de 1828       | 8 de agosto de 1829      |
| Christophe, comte de Chabrol de Crouzol           | 8 de agosto de 1829      | 19 de mayo de 1830       |
| Guillaume Isidore, comte de Montbel               | 19 de mayo de 1830       | 31 de julio de 1830      |
| Joseph Dominique, baron Louis                     | 31 de julio de 1830      | 2 de noviembre de 1830   |
| Jacques Laffitte                                  | 2 de noviembre de 1830   | 13 de marzo de 1831      |
| Joseph Dominique, baron Louis                     | 13 de marzo de 1831      | 11 de octubre de 1832    |
| Jean-Georges Humann                               | 11 de octubre de 1832    | 10 de noviembre de 1834  |
| Hippolyte Passy                                   | 10 de noviembre de 1834  | 18 de noviembre de 1834  |
| Jean-Georges Humann                               | 18 de noviembre de 1834  | 18 de enero de 1836      |
| Antoine, comte d'Argout                           | 18 de enero de 1836      | 6 de septiembre de 1836  |
| Charles Marie Tanneguy Duchâtel                   | 6 de septiembre de 1836  | 15 de abril de 1837      |
| Jean Pierre Joseph Lacave-Laplagne                | 15 de abril de 1837      | 31 de marzo de 1839      |
| Jean-Élie Gautier                                 | 31 de marzo de 1839      | 12 de mayo de 1839       |
| Hippolyte Passy                                   | 12 de mayo de 1839       | 1 de marzo de 1840       |
| Privat Joseph Claramont, comte Pelet de la Lozère | 1 de marzo de 1840       | 29 de octubre de 1840    |
| Jean-Georges Humann                               | 29 de octubre de 1840    | 25 de abril de 1842      |
| Jean Pierre Joseph Lacave-Laplagne                | 25 de abril de 1842      | 9 de mayo de 1847        |
| Pierre Sylvain Dumon                              | 9 de mayo de 1847        | 24 de febrero de 1848    |
| Michel Goudchaux                                  | 24 de febrero de 1848    | 5 de marzo de 1848       |
| Louis Antoine Garnier-Pagès                       | 5 de marzo de 1848       | 11 de mayo de 1848       |
| Charles Duclerc                                   | 11 de mayo de 1848       | 28 de junio de 1848      |
| Michel Gouchaux                                   | 28 de junio de 1848      | 25 de octubre de 1848    |
| Ariste Jacques Trouvé-Chauvel                     | 25 de octubre de 1848    | 20 de diciembre de 1848  |
| Hippolyte Passy                                   | 20 de diciembre de 1848  | 31 de octubre de 1849    |
| Achille Fould                                     | 31 de octubre de 1849    | 24 de enero de 1851      |
| Charles Lebègue, comte de Germiny                 | 24 de enero de 1851      | 10 de abril de 1851      |
| Achille Fould                                     | 10 de abril de 1851      | 26 de octubre de 1851    |
| Antoine Blondel                                   | 26 de octubre de 1851    | 23 de noviembre de 1851  |
| François, comte de Casabianca                     | 23 de noviembre de 1851  | 3 de diciembre de 1851   |
| Achille Fould                                     | 3 de diciembre de 1851   | 22 de enero de 1852      |
| Jean Bineau                                       | 22 de enero de 1852      | 3 de febrero de 1855     |
| Pierre Magne                                      | 3 de febrero de 1855     | 26 de noviembre de 1860  |
| Adolphe Forcade La Roquette                       | 26 de noviembre de 1860  | 14 de noviembre de 1861  |
| Achille Fould                                     | 14 de noviembre de 1861  | 20 de enero de 1867      |
| Eugène Rouher                                     | 20 de enero de 1867      | 13 de noviembre de 1867  |
| Pierre Magne                                      | 13 de noviembre de 1867  | 2 de enero de 1870       |
| Louis Buffet                                      | 2 de enero de 1870       | 14 de abril de 1870      |
| Émile Alexis Segris                               | 14 de abril de 1870      | 10 de agosto de 1870     |
| Pierre Magne                                      | 10 de agosto de 1870     | 4 de septiembre de 1870  |
| Ernest Picard                                     | 4 de septiembre de 1870  | 19 de febrero de 1871    |
| Louis Buffet                                      | 19 de febrero de 1871    | 25 de febrero de 1871    |
| Augustin Pouver-Quertier                          | 25 de febrero de 1871    | 23 de abril de 1872      |
| Eugène de Goulard                                 | 23 de abril de 1872      | 7 de diciembre de 1872   |
| Léon Say                                          | 7 de diciembre de 1872   | 25 de mayo de 1873       |
| Pierre Magne                                      | 25 de mayo de 1873       | 20 de julio de 1874      |
| Pierre Mathieu-Bodet                              | 20 de julio de 1874      | 10 de marzo de 1875      |
| Léon Say                                          | 10 de marzo de 1875      | 17 de mayo de 1877       |
| Eugène Caillaux                                   | 17 de mayo de 1877       | 23 de noviembre de 1877  |
| François Dutilleul                                | 23 de noviembre de 1877  | 13 de diciembre de 1877  |
| Léon Say                                          | 13 de diciembre de 1877  | 28 de diciembre de 1879  |
| Pierre Magnin                                     | 28 de diciembre de 1879  | 14 de noviembre de 1881  |
| François Allain-Targé                             | 14 de noviembre de 1881  | 30 de enero de 1882      |
| Léon Say                                          | 30 de enero de 1882      | 7 de agosto de 1882      |
| Pierre Tirard                                     | 7 de agosto de 1882      | 6 de abril de 1885       |
| Jean Clamageran                                   | 6 de abril de 1885       | 16 de abril de 1885      |
| Marie François Sadi Carnot                        | 16 de abril de 1885      | 11 de diciembre de 1886  |
| Albert Dauphin                                    | 11 de diciembre de 1886  | 30 de mayo de 1887       |
| Maurice Rouvier                                   | 30 de mayo de 1887       | 12 de diciembre de 1887  |
| Pierre Tirard                                     | 12 de diciembre de 1887  | 3 de abril de 1888       |
| Paul Peytral                                      | 3 de abril de 1888       | 22 de febrero de 1889    |
| Maurice Rouvier                                   | 22 de febrero de 1889    | 12 de diciembre de 1892  |
| Pierre Tirard                                     | 13 de diciembre de 1892  | 4 de abril de 1893       |
| Paul Peytral                                      | 4 de abril de 1893       | 3 de diciembre de 1893   |
| Auguste Burdeau                                   | 3 de diciembre de 1893   | 30 de mayo de 1894       |
| Raymond Poincaré                                  | 30 de mayo de 1894       | 26 de enero de 1895      |
| Alexandre Ribot                                   | 26 de enero de 1895      | 1 de noviembre de 1895   |
| Paul Doumer                                       | 1 de noviembre de 1895   | 29 de abril de 1896      |
| Georges Cochery                                   | 29 de abril de 1896      | 28 de junio de 1898      |
| Paul Peytral                                      | 28 de junio de 1898      | 22 de junio de 1899      |
| Joseph Caillaux                                   | 22 de junio de 1899      | 7 de junio de 1902       |
| Maurice Rouvier                                   | 7 de junio de 1902       | 17 de junio de 1905      |
| Pierre Merlou                                     | 17 de junio de 1905      | 14 de marzo de 1906      |
| Raymond Poincaré                                  | 14 de marzo de 1906      | 25 de octubre de 1906    |
| Joseph Caillaux                                   | 25 de octubre de 1906    | 24 de julio de 1909      |
| Georges Cochery                                   | 24 de julio de 1909      | 3 de noviembre de 1910   |
| Louis Lucien Klotz                                | 3 de noviembre de 1910   | 2 de marzo de 1911       |
| Joseph Caillaux                                   | 2 de marzo de 1911       | 27 de junio de 1911      |
| Louis Lucien Klotz                                | 27 de junio de 1911      | 22 de marzo de 1913      |
| Charles Dumont                                    | 22 de marzo de 1913      | 9 de diciembre de 1913   |
| Joseph Caillaux                                   | 9 de diciembre de 1913   | 17 de marzo de 1914      |
| René Renoult                                      | 17 de marzo de 1914      | 9 de junio de 1914       |
| Étienne Clémentel                                 | 9 de junio de 1914       | 13 de junio de 1914      |
| Joseph Noullens                                   | 13 de junio de 1914      | 26 de agosto de 1914     |
| Alexandre Ribot                                   | 26 de agosto de 1914     | 20 de marzo de 1917      |
| Joseph Thierry                                    | 20 de marzo de 1917      | 12 de septiembre de 1917 |
| Louis Lucien Klotz                                | 12 de septiembre de 1917 | 20 de enero de 1920      |
| Frédéric François-Marsal                          | 20 de enero de 1920      | 16 de enero de 1921      |
| Paul Doumer                                       | 16 de enero de 1921      | 15 de enero de 1922      |
| Charles de Lasteyrie                              | 15 de enero de 1922      | 29 de marzo de 1924      |
| Frédéric François-Marsal                          | 29 de marzo de 1924      | 14 de junio de 1924      |
| Étienne Clementel                                 | 14 de junio de 1924      | 3 de abril de 1925       |
| Anatole de Monzie                                 | 3 de abril de 1925       | 17 de abril de 1925      |
| Joseph Caillaux                                   | 17 de abril de 1925      | 29 de octubre de 1925    |
| Paul Painlevé                                     | 29 de octubre de 1925    | 28 de noviembre de 1925  |
| Louis Loucheur                                    | 28 de noviembre de 1925  | 16 de diciembre de 1925  |
| Paul Doumer                                       | 16 de diciembre de 1925  | 9 de marzo de 1926       |
| Raoul Péret                                       | 9 de marzo de 1926       | 23 de junio de 1926      |
| Joseph Caillaux                                   | 23 de junio de 1926      | 19 de julio de 1926      |
| Anatole de Monzie                                 | 19 de julio de 1926      | 23 de julio de 1926      |
| Raymond Poincaré                                  | 23 de julio de 1926      | 11 de noviembre de 1928  |
| Henry Chéron                                      | 11 de noviembre de 1928  | 21 de febrero de 1930    |
| Charles Dumont                                    | 21 de febrero de 1930    | 2 de marzo de 1930       |
| Paul Reynaud                                      | 2 de marzo de 1930       | 13 de diciembre de 1930  |
| Louis Germain-Martin                              | 13 de diciembre de 1930  | 27 de enero de 1931      |
| Pierre Étienne Flandin                            | 27 de enero de 1931      | 3 de junio de 1932       |
| Louis Germain-Martin                              | 3 de junio de 1932       | 18 de diciembre de 1932  |
| Henry Chéron                                      | 18 de diciembre de 1932  | 31 de enero de 1933      |
| Georges Bonnet                                    | 31 de enero de 1933      | 30 de enero de 1934      |
| François Piétri                                   | 30 de enero de 1934      | 4 de febrero de 1934     |
| Paul Marchandeau                                  | 4 de febrero de 1934     | 9 de febrero de 1934     |
| Louis Germain-Martin                              | 9 de febrero de 1934     | 1 de junio de 1935       |
| Joseph Caillaux                                   | 1 de junio de 1935       | 7 de junio de 1935       |
| Marcel Régnier                                    | 7 de junio de 1935       | 4 de junio de 1936       |
| Vincent Auriol                                    | 4 de junio de 1936       | 22 de junio de 1937      |
| Georges Bonnet                                    | 22 de junio de 1937      | 18 de enero de 1938      |
| Paul de marzoandeau                               | 18 de enero de 1938      | 13 de marzo de 1938      |
| Léon Blum                                         | 13 de marzo de 1938      | 10 de abril de 1938      |
| Paul de marzoandeau                               | 10 de abril de 1938      | 1 de noviembre de 1938   |
| Paul Reynaud                                      | 1 de noviembre de 1938   | 21 de marzo de 1940      |
| Lucien Lamoureux                                  | 21 de marzo de 1940      | 5 de junio de 1940       |
| Yves Bouthillier                                  | 5 de junio de 1940       | 18 de abril de 1942      |
| Pierre Cathala                                    | 18 de abril de 1942      | 20 de agosto de 1944     |

## Comisionados de Finanzas de la Francia Libre: 1941-1944
| Comisionado               | Inicio                   | Término                 |
| René Pleven               | 24 de septiembre de 1941 | 17 de octubre de 1942   |
| André Diethelm            | 17 de octubre de 1942    | 7 de junio de 1943      |
| Maurice Couve de Murville | 7 de junio de 1943       | 9 de noviembre de 1943  |
| Pierre Mendès-France      | 9 de noviembre de 1943   | 4 de septiembre de 1944 |

## Ministros de Finanzas: 1944-2019
| Ministro                  | Inicio                   | Término                  |
| Aimé Lepercq              | 4 de septiembre de 1944  | 9 de noviembre de 1944   |
| René Pleven               | 16 de noviembre de 1944  | 26 de enero de 1946      |
| André Philip              | 26 de enero de 1946      | 24 de junio de 1946      |
| Robert Schuman            | 24 de junio de 1946      | 18 de diciembre de 1946  |
| André Philip              | 18 de diciembre de 1946  | 22 de enero de 1947      |
| Robert Schuman            | 22 de enero de 1947      | 24 de noviembre de 1947  |
| René de mayoer            | 24 de noviembre de 1947  | 26 de julio de 1948      |
| Paul Reynaud              | 26 de julio de 1948      | 5 de septiembre de 1948  |
| Christian Pineau          | 5 de septiembre de 1948  | 11 de septiembre de 1948 |
| Henri Queuille            | 11 de septiembre de 1948 | 12 de enero de 1949      |
| Maurice Petsche           | 12 de enero de 1949      | 11 de agosto de 1951     |
| René de mayoer            | 11 de agosto de 1951     | 20 de enero de 1952      |
| Edgar Faure               | 20 de enero de 1952      | 8 de marzo de 1952       |
| Antoine Pinay             | 8 de marzo de 1952       | 8 de enero de 1953       |
| Maurice Bourgès-Maunoury  | 8 de enero de 1953       | 28 de junio de 1953      |
| Edgar Faure               | 28 de junio de 1953      | 20 de enero de 1955      |
| Robert Buron              | 20 de enero de 1955      | 23 de febrero de 1955    |
| Pierre Pflimlin           | 23 de febrero de 1955    | 1 de febrero de 1956     |
| Robert Lacoste            | 1 de febrero de 1956     | 14 de febrero de 1956    |
| Paul Ramadier             | 14 de febrero de 1956    | 13 de junio de 1957      |
| Félix Gaillard            | 13 de junio de 1957      | 6 de noviembre de 1957   |
| Pierre Pflimlin           | 6 de noviembre de 1957   | 14 de mayo de 1958       |
| Edgar Faure               | 14 de mayo de 1958       | 1 de junio de 1958       |
| Antoine Pinay             | 1 de junio de 1958       | 13 de enero de 1960      |
| Wilfrid Baumgartner       | 13 de enero de 1960      | 19 de enero de 1962      |
| Valéry Giscard d'Estaing  | 19 de enero de 1962      | 8 de enero de 1966       |
| Michel Debré              | 8 de enero de 1966       | 30 de mayo de 1968       |
| Maurice Couve de Murville | 30 de mayo de 1968       | 10 de julio de 1968      |
| François-Xavier Ortoli    | 10 de julio de 1968      | 16 de junio de 1969      |
| Valéry Giscard d'Estaing  | 16 de junio de 1969      | 28 de mayo de 1974       |
| Jean-Pierre Fourcade      | 28 de mayo de 1974       | 27 de agosto de 1976     |
| Raymond Barre             | 27 de agosto de 1976     | 5 de abril de 1978       |
| René Monory               | 5 de abril de 1978       | 22 de mayo de 1981       |
| Jacques Delors            | 22 de mayo de 1981       | 19 de julio de 1984      |
| Pierre Bérégovoy          | 19 de julio de 1984      | 20 de marzo de 1986      |
| Édouard Balladur          | 20 de marzo de 1986      | 12 de mayo de 1988       |
| Pierre Bérégovoy          | 12 de mayo de 1988       | 2 de abril de 1992       |
| Michel Sapin              | 2 de abril de 1992       | 29 de marzo de 1993      |
| Edmond Alphandéry         | 29 de marzo de 1993      | 18 de mayo de 1995       |
| Alain Madelin             | 18 de mayo de 1995       | 25 de agosto de 1995     |
| Jean Arthuis              | 25 de agosto de 1995     | 4 de junio de 1997       |
| Dominique Strauss-Kahn    | 4 de junio de 1997       | 2 de noviembre de 1999   |
| Christian Sautter         | 2 de noviembre de 1999   | 28 de marzo de 2000      |
| Laurent Fabius            | 28 de marzo de 2000      | 7 de mayo de 2002        |
| Francis Mer               | 7 de mayo de 2002        | 31 de marzo de 2004      |
| Nicolas Sarkozy           | 31 de marzo de 2004      | 28 de noviembre de 2004  |
| Hervé Gaymard             | 30 de noviembre de 2004  | 25 de febrero de 2005    |
| Thierry Breton            | 25 de febrero de 2005    | 18 de mayo de 2007       |
| Jean-Louis Borloo         | 18 de mayo de 2007       | 19 de junio de 2007      |
| Christine Lagarde         | 19 de junio de 2007      | 29 de junio de 2011      |
| François Baroin           | 30 de junio de 2011      | 10 de mayo de 2012       |
| Pierre Moscovici          | 16 de mayo de 2012       | 30 de noviembre de 2019  |

- Datos: Q1416512
- Multimedia: Ministère de l'Économie et des Finances / Q1416512